# یوهان هاینریش فن مدلر
یوهان هینریش فان مادلر (آلمانی: Johann Heinrich von Mädler؛ ۲۹ مهٔ ۱۷۹۴ – ۱۴ مارس ۱۸۷۴) یک ستاره‌شناس اهل آلمان بود. او در سال ۱۸۳۰ میلادی به همراه ویلهلم بر نقشه‌ای از سطح سیاره مریخ تهیه کردند.